# Tampatapo
Tampatapo är en ort i Mexiko.   Den ligger i kommunen Hermenegildo Galeana och delstaten Puebla, i den sydöstra delen av landet, 170 km nordost om huvudstaden Mexico City. Tampatapo ligger 429 meter över havet och antalet invånare är 169.
Terrängen runt Tampatapo är huvudsakligen kuperad, men åt sydväst är den bergig. Runt Tampatapo är det ganska tätbefolkat, med 104 invånare per kvadratkilometer. Närmaste större samhälle är Olintla, 2,4 km öster om Tampatapo. Omgivningarna runt Tampatapo är en mosaik av jordbruksmark och naturlig växtlighet.